# マッティア・ビノット
マッティア・ビノット（Mattia Binotto、1969年11月3日 - ）は、スイス出身イタリア系の自動車技術者、実業家。
1995年に、F1コンストラクター「スクーデリア・フェラーリ」に入社。以来、長年エンジン部門の要職を務め、CTO（最高技術責任者）に昇進。さらに2019年 - 2022年にかけてチーム代表を務めた。2024年より、アウディF1プロジェクトに携わる。

## 経歴

### 学生時代
スイス・ローザンヌ生まれ。両親は隣国イタリア・レッジョ・エミリアからの移住者であった。
1994年、スイス連邦工科大学ローザンヌ校にて機械工学の学士号を取得。その後は故国イタリアに戻り、モデナ・レッジョ・エミリア大学で自動車工学の修士号を取得した。

### スクーデリア・フェラーリ時代
1995年にスクーデリア・フェラーリ・テストチームのエンジン部門の技術者として加入し、1997年から2003年までレースチームで同職を務めた。また、自身と同年齢であるミハエル・シューマッハも、ほぼ同時期にチームに加入している。

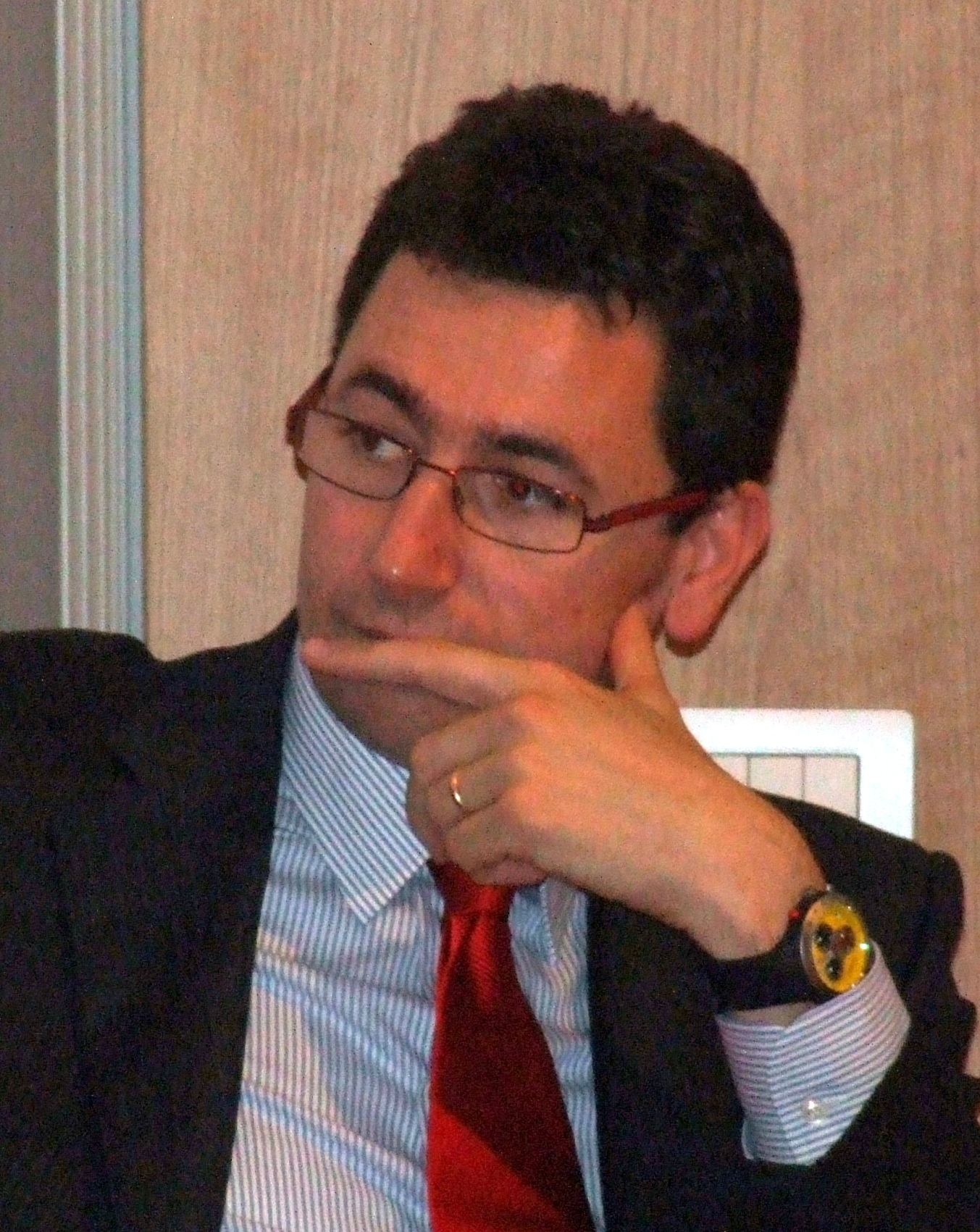
チーフエンジニア時代（2008年）

2004年、レースエンジンのエンジニアとなり、2007年からはチーフエンジニアに昇進。2009年には、エンジンとKERSオペレーションの責任者となり、2013年にエンジンとエレクトロニクス部門の副ディレクター、そしてパワーユニット部門の最高責任者となった。
2016年7月、ジェイムズ・アリソンに代わって、テクニカル・ディレクターおよび最高技術責任者（CTO, Chief Technical Officer）に就任。チームが5年間遠のいていた、ポールポジションを獲得する結果を残している。
2019年1月7日、マウリツィオ・アリバベーネに代わり、チーム代表に就任した。
2022年11月29日、12月31日をもってチーム代表を辞任する事を発表した。一部報道によれば、2023年内一杯はガーデニング休暇を取ることになり、その分の追加報酬も認められたとしている。

### モータースポーツ離脱期間
ガーデニング休暇を終えた2024年、イタリア自動車整備機器メーカー「TEXA」社の電動パワートレイン部門マネージング・ディレクター（常務取締役）に就任した。

### ザウバー / アウディ時代
TEXAに携わった僅か数か月後の8月より、アウディAGの傘下となったザウバーF1チームに最高幹部待遇で電撃的に移籍した。以降、2026年シーズンよりワークスチームでF1参戦するアウディF1プロジェクトの責務を担う。